# Plavea, Svaleava
Plavea (în ucraineană Плав`я) este un sat în comuna Dusîno din raionul Svaleava, regiunea Transcarpatia, Ucraina.

## Demografie
Componența lingvistică a localității Plavea
     Ucraineană (98,34%)
     Rusă (1,66%)
Conform recensământului din 2001, majoritatea populației localității Plavea era vorbitoare de ucraineană (98,34%), existând în minoritate și vorbitori de rusă (1,66%).